# Brock (Saskatchewan)
Brock es un pueblo canadiense situado en la provincia de Saskatchewan.

## Superficie
Brock tiene una superficie de 0,7 km².

## Demografía
En 2021, tenía 134 habitantes, una densidad poblacional de 191,6 hab./km², y 71 viviendas.